# Saint-Gabriel-Lalemant
Saint-Gabriel-Lalemant es un municipio canadiense situado en la provincia de Quebec.

## Superficie
Saint-Gabriel-Lalemant tiene una superficie de 77,92 km².

## Demografía
En 2021, tenía 660 habitantes, una densidad poblacional de 8,5 hab./km², y 359 viviendas.